# Amerocroce boliviana
Amerocroce boliviana là một loài côn trùng trong họ Nemopteridae thuộc bộ Neuroptera. Loài này được Mansell miêu tả năm 1983.